# Burley
Burley é uma cidade localizada no Condado de Cassia e Condado de Minidoka, no estado estadunidense de Idaho.

## Demografia
Segundo o censo americano de 2000, a sua população era de 9316 habitantes. 
Em 2006, foi estimada uma população de 9174, um decréscimo de 142 (-1.5%).

## Geografia
De acordo com o United States Census Bureau tem uma área de 
11,0 km², dos quais 10,7 km² cobertos por terra e 0,3 km² cobertos por água. Burley localiza-se a aproximadamente 1267 m acima do nível do mar.

## Localidades na vizinhança
O diagrama seguinte representa as localidades num raio de 24 km ao redor de Burley. 